# جي. جي. هارينجتون
جي. جي. هارينجتون هو لاعب كرة قاعدة وسياسي أمريكي، ولد في 18 فبراير 1919، وتوفي في 10 سبتمبر 2008. نشط حزبياً في الحزب الديمقراطي. وقد انتخب عضو مجلس ولاية كارولاينا الشمالية ‏.